# Liste der Kulturgüter in Deisswil bei Münchenbuchsee
Die Liste der Kulturgüter in Deisswil bei Münchenbuchsee enthält alle Objekte in der Gemeinde Deisswil bei Münchenbuchsee im Kanton Bern, die gemäss der Haager Konvention zum Schutz von Kulturgut bei bewaffneten Konflikten, dem Bundesgesetz vom 20. Juni 2014 über den Schutz der Kulturgüter bei bewaffneten Konflikten sowie der Verordnung vom 29. Oktober 2014 über den Schutz der Kulturgüter bei bewaffneten Konflikten unter Schutz stehen.
Es sind weder A-Objekte noch B-Objekte auf dem Gemeindegebiet ausgewiesen, Objekte der Kategorie C fehlen zurzeit (Stand: 8. Februar 2024). Unter übrige Baudenkmäler sind Objekte zu finden, die im Bauinventar des Kantons Bern als «schützenswert» verzeichnet sind.

## Übrige Baudenkmäler
Hinweis: Als Objekt-Identifikator (ID) wird die Grundstücksnummer verwendet.
| ID  | Foto |                                                                                                  | Objekt                   | Typ | Standort                   | Beschreibung |
| --- | ---- | ------------------------------------------------------------------------------------------------ | ------------------------ | --- | -------------------------- | ------------ |
| 44  | ja   | Datei hochladen · Wikidata zu Ehemalige Käserei (1872) (Q132487550)                              | Ehemalige Käserei (1872) | G   | Dorf 8 601286 / 209273     |              |
| 50  | ja   | Datei hochladen · Wikidata zu Bauernhaus (18. Jh.) (Q119891956)                                  | Bauernhaus (18. Jh.)     | G   | Dorf 10 601257 / 209404    |              |
| 50  | ja   | Datei hochladen · Wikidata zu Stöckli (1824) in Deisswil bei Münchenbuchsee (Q132487552)         | Stöckli (1824)           | G   | Dorf 10a 601246 / 209376   |              |
| 52  | ja   | Datei hochladen · Wikidata zu Bauernhaus (18. Jh.) (Q119891956)                                  | Bauernhaus (1822)        | G   | Dorf 11 601186 / 209464    |              |
| 70  | ja   | Datei hochladen · Wikidata zu Taunerhaus (um 1720) in Deisswil bei Münchenbuchsee (Q132487554)   | Taunerhaus (um 1720)     | G   | Alteweg 2 601722 / 209018  |              |
| 78  | ja   | Datei hochladen · Wikidata zu Bauernhaus (um 1800) in Deisswil bei Münchenbuchsee (Q132487556)   | Bauernhaus (um 1800)     | G   | Dorf 6 601304 / 209320     |              |
| 78  | ja   | Datei hochladen · Wikidata zu Stöckli (um 1830/1840) in Deisswil bei Münchenbuchsee (Q132487558) | Stöckli (um 1830/1840)   | G   | Dorf 6a 601267 / 209330    |              |
| 86  | ja   | Datei hochladen · Wikidata zu Bauernhaus (1848) in Deisswil bei Münchenbuchsee (Q132487560)      | Bauernhaus (1848)        | G   | Neuhaus 1 601087 / 209637  |              |
| 86  | ja   | Datei hochladen · Wikidata zu Stöckli (1856) in Deisswil bei Münchenbuchsee (Q132487562)         | Stöckli (1856)           | G   | Neuhaus 1a 601063 / 209618 |              |
| 108 | ja   | Datei hochladen · Wikidata zu Bauernhaus (1789) in Deisswil bei Münchenbuchsee (Q132487565)      | Bauernhaus (1789)        | G   | Dorf 4 601424 / 209213     |              |
| 108 | ja   | Datei hochladen · Wikidata zu Stöckli (1834) in Deisswil bei Münchenbuchsee (Q132487567)         | Stöckli (1834)           | G   | Dorf 4b 601383 / 209214    |              |
| 126 | ja   | Datei hochladen · Wikidata zu Bauernhaus (1805) in Deisswil bei Münchenbuchsee (Q132487575)      | Bauernhaus (1805)        | G   | Dorf 3 601446 / 209178     |              |
| 126 | ja   | Datei hochladen · Wikidata zu Stöckli (1780) in Deisswil bei Münchenbuchsee (Q132487578)         | Stöckli (1780)           | G   | Dorf 3a 601472 / 209184    |              |
| 143 | ja   | Datei hochladen · Wikidata zu Bauernhaus (1757) in Deisswil bei Münchenbuchsee (Q132487580)      | Bauernhaus (1757)        | G   | Dorf 5 601327 / 209276     |              |
| 143 | ja   | Datei hochladen · Wikidata zu Stöckli (1857) in Deisswil bei Münchenbuchsee (Q132487582)         | Stöckli (1857)           | G   | Dorf 5a 601357 / 209255    |              |

Hinweis zur Legende: Anstelle der KGS-Nummer wird als Objekt-Identifikator (ID) die Grundstücksnummer verwendet.